# Winisk Lake
Winisk Lake är en sjö i Kanada.   Den ligger i Kenora District och provinsen Ontario, i den östra delen av landet, 1 200 km nordväst om huvudstaden Ottawa. Winisk Lake ligger 194 meter över havet. Arean är 188 kvadratkilometer. Den sträcker sig 40,9 kilometer i nord-sydlig riktning, och 18,7 kilometer i öst-västlig riktning.
Trakten runt Winisk Lake är nära nog obefolkad, med mindre än två invånare per kvadratkilometer.